# يورغن مايلوسكي
يورغن مايلوسكي (بالألمانية: Jürgen Milewski)‏ هو لاعب كرة قدم ألماني في مركز الهجوم، ولد في 19 أكتوبر 1957 في هانوفر في ألمانيا. شارك مع منتخب ألمانيا تحت 21 سنة لكرة القدم ومنتخب ألمانيا لكرة القدم. أما مع النوادي، فقد لعب مع نادي سانت إتيان ونادي هامبورغ ونادي هرتا برلين وهانوفر 96.

## وصلات خارجية
- يورغن مايلوسكي على موقع قاعدة بيانات كرة القدم.إي يو (الإنجليزية)
- يورغن مايلوسكي على موقع بيانات كرة القدم. دي إي (الألمانية)
- يورغن مايلوسكي على موقع ناشيونال فوتبول تيمز (الإنجليزية)
- يورغن مايلوسكي على موقع عالم كرة القدم.نت (الإنجليزية)